# Casamento de Haakon, Príncipe Herdeiro da Noruega e Mette-Marit
O Casamento de Haakon, Príncipe Herdeiro da Noruega e Mette-Marit ocorreu na Catedral de Oslo, a 25 de agosto de 2001.
Foi o primeiro casamento real na Noruega desde o casamento de seus pais, Harald e Sonja, em 1968.

## Namoro e noivado
Haakon conheceu Mette-Marit Tjessem Høiby através de amigos em comum em 1999. O relacionamento deles não foi isento de controvérsias, pois ela era uma ex-garçonete com um filho de quatro anos, Marius, de um relacionamento anterior com um homem condenado por posse de drogas. Depois que surgiram rumores de que Mette-Marit tinha um "passado bem conhecido em danceterias e locais onde se consumia drogas de Oslo, como raves", ela mesma admitiu ter usado drogas anteriormente. "Ela admitiu um passado bastante selvagem, repleto de uso de drogas e um ex desagradável antes de se casar com o marido, o príncipe herdeiro Haakon', escreveu a Insider em 2018.
O noivado de oito meses incluiu um período de coabitação em um apartamento em Oslo, que foi desaprovado pela conservadora Igreja da Noruega. De acordo com o The New York Times, o apoio à monarquia como instituição atingiu um recorde de baixa durante este período, embora 60% ainda se considerassem monarquistas. Embora as pesquisas relatassem que a maioria dos noruegueses não se importava que o casal vivesse junto ou que ela fosse mãe solteira, a Família Real perdeu popularidade à medida que os sobre o passado de Mette surgiam.
O pai de Haakon, o Rei Harald, apoiou a decisão de seu filho, pois passou quase uma década tentando persuadir seu próprio pai a permitir que ele se casasse com a plebeia Sonja Haraldsen. Havia rumores na imprensa norueguesa de que várias fontes conservadoras estavam tentando pressionar Haakon a considerar desistir de sua reivindicação ao trono, assim como o Rei Eduardo VIII fez quando optou por se casar com Wallis Simpson. Três dias antes do casamento, Haakon deu uma coletiva de imprensa na qual agradeceu a sua família e seu país por não tornarem seu relacionamento um problema de sucessão. Uma semana antes do casamento, Mette-Marit se manifestou contra o uso de drogas em uma coletiva de imprensa. Embora ela não tenha admitido o abuso de drogas, ela afirmou: "Gostaria de aproveitar esta oportunidade para dizer que condeno as drogas... Espero que agora possa evitar falar mais sobre meu passado e que a imprensa respeite esse desejo". Uma pesquisa de opinião posterior indicou uma oscilação no apoio público, com 40% afirmando que tinham uma opinião melhor sobre ela e 84% acreditando que ela era honesta sobre seu passado.

## Casamento
Haakon e Mette-Marit se casaram em 25 de agosto de 2001 em Oslo. A cerimônia durou uma hora e a noiva chorou durante toda a cerimônia.
Em uma quebra de tradição, o noivo esperou do lado de fora da porta da igreja, pois Mette-Marit queria andar pelo corredor ao lado de Haakon em vez de no braço de seu pai. O bispo de Oslo, Gunnar Stålsett, disse ao casal: "vocês não escolheram o caminho mais fácil, mas o amor triunfou", trazendo lágrimas aos olhos de Mette-Marit. "Haakon chora de emoção e suas lágrimas cruzam todas as barreiras. O mundo se alegra por ele. Seu sonho se tornou realidade e sua condição, seu sexo e seu uniforme pouco importam. Ela chora com a emoção reprimida e infecta Mette-Marit que tenta desesperadamente parar as lágrimas mordendo o lábio inferior", escreveu a revista Hola então.
Seu filho Marius serviu como pajem durante a cerimônia, enquanto o Príncipe Herdeiro Frederik da Dinamarca serviu como padrinho de Haakon. Betina e Emilie Swanstrøm, Kamilla e Anniken Bjørnøy, e Tuva Høiby serviram como damas de honra de Mette-Marit.
A cerimônia contou com música do músico de jazz norueguês Jan Garbarek, bem como leituras de texto da irmã de Haakon, a Princesa Märtha Louise da Noruega e da Princesa Victoria da Suécia.
Após a cerimônia, o casal desfilou por algumas ruas do centro de Oslo num carro Lincoln Continental aberto e depois apareceu com o filho de Mette-Marit na sacada do palácio, em meio a salvas de canhão e bandas tocando.

### Os trajes nupciais
Mette-Marit usava um vestido de crepe de seda branco com um véu de 6 metros de comprimento, enquanto Haakon usava um uniforme preto do exército com uma faixa vermelha e medalhas. O vestido da Princesa foi desenhado pelo estilista norueguês Ove Harder Finseth, com inspiração no vestido de casamento usado pela Rainha Maud, bisavó de Haakon.

### O buquê
O bouquê foi chamado Brudeloperen e foi desenhado com a ajuda da noiva, contendo flores em tons de rosa, misturadas com ramos de folhas verdes, formando uma espécie de cacho de quase 1 metro.

### O banquete
Centenas de convidados participaram do banquete, servido no Palácio Real de Oslo. O menu estava composto por duas entradas - tempura de carne de caranguejo com cama de coco e chantilly de lima, e escalope de vieiras acompanhado do tradicional presunto norueguês e vinagrete de trufas; dois pratos principais - um peixe tipicamente norueguês, piggvar, servido com purê de couve-flor frita com molho de laranja, e borrego em tiras finas, num guisado de legumes com tomilho; e sobremesa - sorvete acompanhado de frutas da época e calda de frutas vermelhas. Além disto, o casal também partiu o tradicional bolo de casamento, de 2,69 metros de altura e sete andares.
"Eu li muitas vezes que você é uma garota comum que hoje se tornou uma princesa. Isso não tem nada a ver com a impressão que tive depois de conhecê-la.  Você não é uma mulher comum, você é uma mulher excepcional. Você é forte, corajosa e hoje fez uma escolha excepcional porque está excepcionalmente apaixonada por Haakon", disse o Rei Harald, então já seu sogro, durante o jantar comemorativo.

## Convidados notáveis
Havia quatro monarcas reinantes - cinco com seu pai - e oito herdeiros ao trono na boda.

### A família real norueguesa
- O Rei e a Rainha da Noruega, pais do noivo
- A Princesa Märtha Louise da Noruega, irmã do noivo
- A Princesa Ragnhild e o marido, Erling Lorentzen, tia e tio paternos do noivo
- A Princesa Astrid e o marido, Johan Ferner, tia e tio paternos do noivo

### Realeza estrangeira
Bélgica
- O Rei Alberto e a Rainha Paola
- O Príncipe Herdeiro Filipe, Duque de Brabante

 Dinamarca
- A Rainha Margarida da Dinamarca, madrinha de batismo do noivo
- Frederico, Príncipe Herdeiro da Dinamarca, que serviu como padrinho de casamento do noivo
- O Príncipe Joachim e sua então esposa, Alexandra

 Espanha
- A Rainha Sofia da Espanha, representando seu marido, o Rei Juan Carlos
- O Príncipe Herdeiro Filipe, Príncipe das Astúrias

 Inglaterra
- Carlos, Príncipe de Gales, representando a Rainha Elizabeth, sua mãe
- Edward e Sophie, o Conde e a Condessa de Wessex

 Luxemburgo
- O Grão-Duque Henrique e a Grã-Duquesa Maria Teresa
- Guilherme, o Grão-Duque Herdeiro
- O Grão-Duque Emérito Jean e sua esposa, Joséphine-Charlotte

 Mónaco
- Alberto, o Príncipe Herdeiro de Mônaco, representando Rainier III de Mônaco

 Países Baixos
- O Príncipe Herdeiro Guilherme e sua noiva, Máxima Zorreguieta, representando a Rainha Beatriz dos Países Baixos
- O Príncipe Constantijn e a Princesa Laurentien

 Suécia
- O Rei Carlos Gustavo e a Rainha Sílvia
- Vitória, Princesa Herdeira da Suécia
- O Príncipe Carlos Filipe, Duque da Varmlândia
- A Princesa Madeleine, Duquesa de Hälsingland e Gästrikland